# 马尔切洛·尼佐拉
马尔切洛·尼佐拉（義大利語：Marcello Nizzola，1900年12月17日—1947年2月22日），意大利男子摔跤运动员。他曾代表意大利参加1932年和1936年夏季奥林匹克运动会摔跤比赛，获得一枚银牌。